# ماکسیم پیانفتی
ماکسیم پیانفتی (فرانسوی: Maxime Pianfetti‎؛ زادهٔ ۱۵ مارس ۱۹۹۹) شمشیرباز اهل فرانسه است.
وی در مسابقات کشوری و بین‌المللی در مجموع برندهٔ ۱ مدال نقره، ۲ مدال برنز شده است.